# Nephrodium macrophyllum
Nephrodium macrophyllum là một loài thực vật có mạch trong họ Dryopteridaceae. Loài này được (Sw.) Baker miêu tả khoa học đầu tiên năm 1867.